# HD 290327 b
HD 290327 b (também conhecido como HIP 25191 b) é um planeta extrassolar que orbita a estrela HD 290327, na constelação de Orion. Ele foi descoberto pelo HARPS em 19 de outubro de 2009, juntamente com outros 29 planetas.